# Майкъл Корда
Майкъл Корда (на английски: Michael Korda) е английски журналист, дългогодишен редактор на „Simon & Schuster“ и писател на произведения в жанра биография, мемоари, драма и документалистика.

## Биография и творчество
Майкъл Винсънт Корда е роден на 8 октомври 1933 г. в Лондон, Англия. Син е на унгарско-еврейския художник и дизайнер на филмова продукция Винсънт Корда и на английската актриса Гертруда Мусгроув. Племенник е на филмовия магнат сър Александър Корда и брат му Золтан Корда, филмови режисьори. Част от образованието си получава в САЩ, където живее в периода 1941 – 1946 г., и във Франция, където баща му работи с филмовия режисьор Марсел Паньол. Завършва гимназия в частното училище интернат „Le Rosey“ в Швейцария. Получава бакалавърска степен по история в колежа „Магдалина“ на Оксфордския университет. Служи в Кралските военновъздушни сили в периода 1952 – 1954 г., като извършва разузнавателна дейюност в Германия.
През 1957 г. се премества в Ню Йорк, където работи за драматурга Сидни Кингсли като асистент, а след това на свободна практика към отдела на CBS. През 1958 г. постъпва на работа като помощник редактор в книгоиздателската фирма „Simon & Schuster“, редактирайки книги на всякаква тематика. По-късно става главен редактор на издателството. Многократно доказа способността си да разпознава, редактира и успешно да предлага бестселъри.
Заедно с работата си на редактор е и писател. В средата на шейсетте години започва да пише статии на свободна практика за списание „Glamour“, а по-късно пише като колумнист рецензии на филми в продължение на почти десет години. Пише и за списание „Ню Йорк“. Въз основа на публикациите му в списанието е издадена първата му книга „Male Chauvinism!“ (Мъжки шовинизъм и как работи у дома и в офиса). Втората му книга „Power!“ става бестселър №1 в списъка на „Ню Йорк Таймс“ през 1975 г.
Първият му роман „Worldly Goods“ (Светски стоки) е издаден през 1982 г. В романа си „Queenie“ представя художествената биография на актрисата Мерл Оберон (1911 – 1979). През 1987 г. романът е екранизиран в едноименния минисериал с участието на Миа Сара, Джос Акланд и Кърк Дъглас.
През 1988 г. е издаден романа му „Безсмъртните“, в която представя взаимоотношенията между Мерилин Монро и братята Джон и Боби Кенеди.
Автор е на множество биографии и документални книги, вкл. за Унгарската ремолюция, Дуайт Айзенхауер, Томас Лорънс, Робърт Лий, Втората световна война, Юлисис Грант, а със съпругата си Маргарет пишат книги за коне и лов.
През есента на 1994 г. е диагностициран с рак на простатата, и след лечението си, през 1996 г. публикува книгата „Като мъж на мъж: Да преживееш рак на простата“.
Женен е за Каролин „Кейси“ Кийз от 1958 г. до развода им през 1978 г. Имат едно дете – Крис, музикант и основател на Църквата на Евтаназия. През 1978 г. се жени за Маргарет Могфорд, бивш моден модел, с която живее да смъртта ѝ през 2017 г.
Член е на Американска асоциация за конни изложби, и на Националнота общество на филмовите критици.
Майкъл Корда живее в Плезънт Валей, щат Ню Йорк.

## Произведения

### Самостоятелни романи
- Worldly Goods (1982)
- Queenie (1985)
- The Immortals (1988)
Безсмъртните : в 2 тома, изд. „Библиотека-48“ (1997), прев. Маргарита Дограмаджян
- The Fortune (1989)
- Curtain (1991)

### Документалистика
- Male Chauvinism! (1973)
- Power! (1975)
- Power in the Office (1976)
- Success! (1977)
- Charmed Lives (1979)
- Man to Man (1996) – мемоари
Като мъж на мъж : Да преживееш рак на простата, изд. „Кронос“ (1998), прев. Стоян Чакъров
- Another Life (1999)
- Country Matters (2001)
- Making the List (2001)
- Horse People (2003)
- Ulysses S. Grant (2004)
- Cat People (2005) – с Маргарет Корда
- Horse Housekeeping (2005) – с Маргарет Корда
- Journey to a Revolution (2006)
- Ike (2007)
- With Wings Like Eagles (2009)
- Hero (2010)
- Clouds of Glory (2014)
- Alone (2017)
- Catnip (2018)
- Passing (2019) – мемоари

### Екранизации
- 1987 Куини, Queenie – тв минисериал, 2 епизода
- 2000 Страшна е, нали, Isn't She Great – по „Wasn't She Great“ – с Бет Мидлър, Нейтън Лейн и Аманда Пийт
- ?? Charmed Lives: A Family Romance – документален автобиографичен